# シュクリュ・サラジオウル
メフメット・シュクリュ・サラジオウル（Mehmet Şükrü Saracoğlu, 1887年‐1953年12月27日）は、トルコの政治家。第二次世界大戦中の1942年から1946年までトルコ共和国首相を務めた。

## 経歴
イズミル近郊のオデミシュに生まれる。勤勉で成績優秀な生徒であり、地元の学校を首席で卒業後、国立行政学院に入学。1909年からイズミル県庁に勤務。1911年に「統一と進歩委員会」に貿易問題の委員として加入。1914年に奨学金を得てベルギーに留学したが、8月に第一次世界大戦が勃発して同地が戦場になったため、トルコに帰国した。翌年改めて中立国スイス・ジュネーヴの行政学院に留学し、4年の留学で優秀な成績を収めた。
1918年、祖国トルコは連合国とムドロス休戦協定を締結し、大戦に敗北した。スイスにいたサラチオウルはトルコ留学生団体の代表としてフランス語でこの協定の不当を批判する講演を行い、オスマン帝国を見限った。イタリア船でイズミルに密航して帰国し、トルコ革命に参加。1923年にトルコ大国民議会の議員に当選した。その後フェトヒ・オクヤル内閣で国民教育相、イスメト・イノニュ内閣で財務相や法相、レフィク・サイダム内閣で外相を歴任した。
第二次世界大戦中の1942年、サイダム首相の急死を受け、イノニュ大統領の指名で第13代首相に就任した。就任演説で「皆さん、我々はトルコ人であり、トルコ主義者であり、これからもトルコ主義者であります。我々にとってトルコ主義とは血の問題であるのみでなく、信仰や文化の問題でもあります」と演説し、民族主義的な政策を志向した。その典型とされるのが「財産税」の導入で、中立を保ちつつも総動員体制をとったため逼迫する財政を補うため、非ムスリムから差別的に徴税し、従わない者は収容所に送り込んだ。この税は国内外から非民主主義的と非難されている。
大戦終結後の1946年、連合国からの圧力、とりわけソ連から東部領土の割譲要求を突きつけられ、8月7日に首相を辞した。その後1950年に共和人民党が自由選挙で敗北するまで、大国民議会議長を務めた。

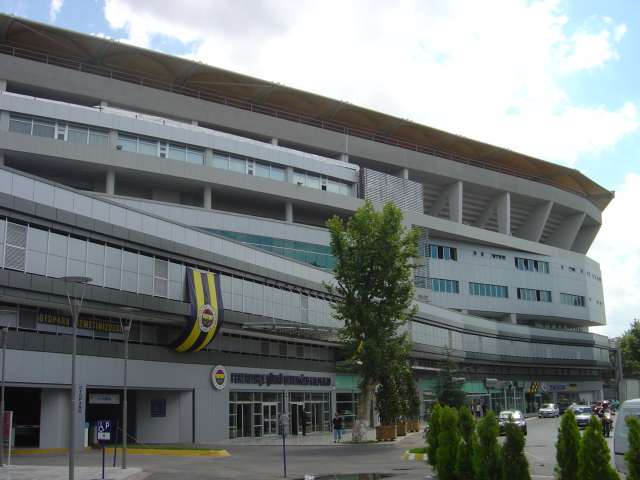
イスタンブールにあるサラジオウル・スタジアム

1934年から1950年まで16年にわたり、イスタンブールのプロサッカークラブ「フェネルバフチェSK」総裁を務めた。本拠地スタジアムは1998年の改修に伴い、「フェネルバフチェ・シュクリュ・サラジオウル・スタジアム」と改称された。